# Gareth Martin
Gareth Martin (* 3. Oktober 1982 in Belfast, Nordirland, Vereinigtes Königreich) ist ein ehemaliger nordirischer Eishockeyspieler, der fast seine gesamte Karriere auf der irischen Insel verbrachte. International spielte er für die irische Eishockeynationalmannschaft.

## Karriere
Gareth Martin, der im nordirischen Belfast geboren wurde, begann seine Karriere bei den Belfast Giants, für die er 2003 in der Elite Ice Hockey League, der höchsten britischen Spielklasse debütierte. Nach einem Abstecher nach Schottland, wo er bei den Solway Sharks aus Dumfries auf dem Eis stand, kehrte er auf die grüne Insel zurück und spielte zunächst erneut für die Giants in der Elite Ice Hockey League. Später trat er für die Belfast City Bruins und den Flyers Ice Hockey Club aus Dublin in der Irish Ice Hockey League an. Als diese 2010 ihren Spielbetrieb einstellte, beendete er seine Vereinskarriere.

### International
Der britische Staatsbürger Martin nahm mit der irischen Nationalmannschaft an den Weltmeisterschaften der Division III 2005, 2007, 2010, als er die beste Plus/Minus-Bilanz des Turniers aufwies, und 2012 teil. Bei der Weltmeisterschaft 2011 spielte er mit seinem Team in der Division II.

## Erfolge und Auszeichnungen
- 2007 Aufstieg in die Division II bei der Weltmeisterschaft der Division III
- 2010 Aufstieg in die Division II bei der Weltmeisterschaft der Division III, Gruppe A
- 2010 Beste Plus/Minus-Bilanz bei der Weltmeisterschaft der Division III, Gruppe A